# Párizs címere

Párizs címere

Párizs címere egy ezüst vitorláshajót ábrázol a tenger hullámain. A vörös alapon a pajzsfejet a királyt jelképező, aranyszínű Bourbon-liliomok díszítik. Eredetileg a 14. században vezették be, viszont jelenlegi formája 1853-ból származik. A város mottója: Fluctuat nec mergitur (Hánykolódik, mégsem merül el). Párizs városának hagyományos színei a piros és a kék.

## A mottó
Fluctuat nec mergitur. Franciául: Il est agité par les vagues, et ne sombre pas. Ez a latin mottója Párizs városának.
Egy hosszabb latin párvers rövidítéséből származik,
Niteris incassum navem submergere Petri / Fluctuat at numquam mergitur illa ratis. –
Hiába igyekszel elmeríteni Péter hajóját – ez a hajó hánykolódik, de soha nem merül el.
Ez egy középkori vers, melyet vagy IX. Gergely pápához vagy IV. Ince pápához kötnek a II. Frigyes elleni háború kapcsán, amelyben Frigyes elpusztította a genovai hajóflottát. A 13. századi pápákhoz való köthetőség hagyományának (ami önmagában hamis alapokon nyugszik) létezik egy írott emléke, ami legalább a 15. századig nyúl vissza. A verset 1567-ben említi nyomtatott változatban Matthias Flacius.
A rövidített verssor Párizshoz köthetően először érméken (zsetonokon) jelent meg az 1580-as években. A 19. század előtt a Párizshoz fűződő mottók egyike volt, ugyan nem volt se hivatalos, se kizárólagos. Történelmi értelemben Aimargues városához is köthető.
Hivatalosan 1853. november 24-én fogadták el a város mottójaként, a Georges-Eugéne Haussmann prefektus által lebonyolított városrenoválás kapcsán. Innentől kezdve szerepel heraldikai jelmondatként a város címerén.
A mottó a Párizsi Tűzoltóság hivatalos egyenruhájának részét képzi. A 2015 novemberében történt párizsi terrortámadások után a latin nyelvű mottó nagy népszerűségre tett szert, és a közösségi portálokon a terrorizmussal szembeni ellenállás jelképévé vált.

## Fordítás
Ez a szócikk részben vagy egészben  a   Coat of arms of Paris című angol Wikipédia-szócikk ezen változatának fordításán alapul.  Az eredeti cikk szerkesztőit annak laptörténete sorolja fel. Ez a jelzés csupán a megfogalmazás eredetét és a szerzői jogokat jelzi, nem szolgál a cikkben szereplő információk forrásmegjelöléseként.